# Ludwig Thuille
Andreas Ludwig Wilhelm Maria Thuille (Bolzano, 30 de noviembre de 1861 - Múnich, 5 de febrero de 1907), conocido como Ludwig Thuille, fue un compositor austriaco de música clásica.

## Biografía
Thuille provenía de una familia originaria de Saboya que se había trasladado al sur del Tirol; allí, en Bolzano, ciudad austriaca hasta 1919, nacería el compositor. 
Entre 1877 y 1879 estudió con el pianista y compositor Joseph Pembaur, de Innsbruck, y con Josef Rheinberger y Karl Bärmann, director de la escuela de música de Mónaco de Baviera (1879 - 1882), donde en 1883 comenzaría a dar clases. Cinco años más tarde, obtuvo la cátedra de piano y armonía. 
Amigo de Richard Strauss, entre sus discípulos estuvieron Walter Courvoisier, Richard Wetz, Julius Weismann, Ernest Bloch, Walter Braunfels, August Reuß, Franz Mikorey, Joseph Pembaur (el hijo de su maestro), Clemens von Franckenstein, Fritz Cortolezis, Edgar Istel, Hermann Wolfgang von Waltershausen, Hermann Abendroth, Paul von Klenau, Rudolf Ficker, Rudi Stephan y Joseph Suder.
Falleció a los 45 años de un ataque cardiaco.

## Obra
- Quinteto con piano en sol menor (1880)
- Sexteto para piano y quinteto de viento en Si bemol Mayor, Op. 6 (1886-1888)
- Quinteto Op.20